# الفصل في الملل والأهواء والنحل
الفصل في الملل والأهواء والنِحل هو كتاب لابن حزم الأندلسي في دراسة الأديان والفرق والمقارنة بينها.
تعريف الناشر:
كتاب في دراسة عقائد أصحاب الملل غير الإسلامية كعباد الشمس والكواكب والنصرانية وحكماء الهند وعبدة الأصنام وغيرها كثير، وآراء الفرق الإسلامية ومذاهبها كالمعتزلة والجهمية والقدرية والشيعة وغيرها من الفرق الإسلامية، وقد جاءت دراسة متعمقة في هذه العقائد والفرق وعلى هذه الطبعة تعليقات مفيدة تخدم الموضوع.
تميز هذا الكتاب عن أمثاله في ذات المباحث والمواضيع بجرأة تامة في النقد وحصافة في الفكر ومناقشة أفكار الفرق ونقضها استناداً إلى ما اعتمد عند كل منها ثم الرجوع بعد ذلك إلى محكم القرآن وما صح من السنة مع إعمال للبدهيات من العقليات وهذا لعمري من أثبت الطرق في هذا المجال فهو لا يبقي لهذه الفرق شبهة إلا وضحها ولا شغباً إلا أسكته بإفحام تام وهذا سر كثرة خصومه.
وقد مكث ابن حزم في تأليفه مدة تصل إلى عشرين عاماً وما زال ينقح فيه ويزيد حتى وفاته وقد قيل إنه مجموعة كتب جمعت في كتاب نظراً لأنه ضمنه كتاب النصائح المنجية وهو كتاب مستقل يقع بكامله ضمن الفصل والصحيح أنه كتاب واحد رغم اشتماله على بعض الكتب القديمة له وقد قام باحثان سعوديان بتحقيقه مؤخراً في جامعة الإمام محمد بن سعود الإسلامية.